# توماس بوفل
توماس بوفل (19 فبراير 1981 بروج بلجيكا - ) هو لاعب كرة قدم بلجيكي، يلعب كلاعب وسط.

## مسيرته الكروية
لعب توماس بوفل خلال مسيرته الاحترافية مع 6 أندية في اثنين وعشرين موسمًا وسجل خلالها 126 هدف ضمن 564 مباراة. حيث فاز في موسمين بالكأس وفي موسمين بالدوري.
خاض توماس بوفل مسيرته مع نادي فاينورد في موسم 1999–00 في المرة الأولى لمدة موسم واحد ثم في موسم 2002–03 واستمر معه طيلة ثلاثة مواسم، مشاركًا طوالها في 80 مباراة سجل خلالها 34 هدفًا. ثم انتقل إلى نادي إكسلسيور في موسم 2000–01 ولمدة موسمين، حيث شارك في 63 مباراة سجل خلالها 27 هدفًا. لينتقل بعدها إلى نادي رينجرز في موسم 2004–05 ليلعب معه أربعة مواسم، مشاركًا في 62 مباراة سجل خلالها 11 هدفًا. ثم انتقل إلى نادي سيركل بروج في موسم 2008–09 ولمدة موسمين، مشاركًا في 35 مباراة سجل خلالها 5 أهداف. هذا وانتقل لاحقًا إلى نادي جينك في موسم 2009–10 ليلعب معه تسعة مواسم، مشاركًا في 305 مباراة سجل خلالها 45 هدفًا. ثم انتقل بعدها إلى نادي زولته فاريجيم في موسم 2018–19 لمدة موسم واحد، مشاركًا في 19 مباراة سجل خلالها 4 أهداف.

## روابط خارجية
- توماس بوفل على موقع الاتحاد الأوربي (الإنجليزية)
- توماس بوفل على موقع الاتحاد البلجيكي (الإنجليزية)
- توماس بوفل على موقع قاعدة بيانات كرة القدم.إي يو (الإنجليزية)
- توماس بوفل على موقع ناشيونال فوتبول تيمز (الإنجليزية)
- توماس بوفل على موقع Soccerbase.com (لاعب) (الإنجليزية)
- توماس بوفل على موقع Soccerway.com (الإنجليزية)
- توماس بوفل على موقع AS.com (الإسبانية)